# میهن‌پرستی سوسیالیستی
پاتریوتیسم سوسیالیستی، وطن‌دوستی سوسیالیستی، میهن‌دوستی جامعه‌خواه یا میهن‌پرستی جامعه‌گرا (به انگلیسی: Socialist patriotism) شکلی از میهن‌پرستی است که توسط جنبش‌های مارکسیستی–لنینیستی گسترانیده می‌شود.
پاتریوتیسم سوسیالیستی مردمی را که در کشورهای مارکسیست–لنینیست زندگی می‌کنند تشویق می‌کند تا «عشق بی‌حد و حصر به میهن سوسیالیستی، تعهد به دگرگونی انقلابی جامعه و آرمان کمونیسم» را اتخاذ کنند.
مارکسیست–لنینیست‌ها ادعا می‌کنند که میهن‌دوستی سوسیالیستی با ناسیونالیسم مرتبط نیست زیرا مارکسیست‌ها و مارکسیست–لنینیست‌ها ناسیونالیسم را به‌عنوان یک ایدئولوژی بورژوایی توسعه‌یافته تحت سلطه سرمایه‌داری می‌دانند که کارگران را در مقابل یکدیگر قرار می‌دهد و محرک اختلاف است.
میهن‌پرستی سوسیالیستی معمولاً مستقیماً در کنار انترناسیونالیسم پرولتری مورد حمایت قرار می‌گیرد و احزاب کمونیست این دو مفهوم را با یکدیگر سازگار می‌دانند. این مفهوم توسط نویسندگان شوروی به کارل مارکس و ولادیمیر لنین نسبت داده شده‌است.
ولادیمیر لنین میهن‌پرستی را به آنچه که میهن‌پرستی پرولتری و سوسیالیستی تعریف می‌کند از ناسیونالیسم بورژوایی جدا کرد. لنین حق همه ملت‌ها برای تعیین سرنوشت و حق اتحاد همه کارگران در درون ملت‌ها را ترویج می‌کرد، با این حال او همچنین شوونیسم را محکوم می‌کرد و ادعا می‌کرد که هم احساس غرور ملی موجه و هم ناموجه وجود دارد.
لنین بر این باور بود که کشورهایی که تحت سلطه امپریالیسم هستند، این حق را دارند به دنبال رهایی ملی از حکومت امپریالیستی باشند.

## کشورهای گوناگون

### اتحاد جماهیر شوروی
در ابتدای روسیه شوروی و اوایل اتحاد جماهیر شوروی ایده انترناسیونالیسم پرولتاریا را به جای ناسیونالیسمی که میهن‌پرستی مبتنی بر آن است، پذیرفتند. با این حال، پس از ناتوانی انقلاب‌های سوسیالیستی در از بین بردن سرمایه‌داری و مرزهای ملی، ژوزف استالین، میهن‌پرستی سوسیالیستی را به دنبال نظریه «سوسیالیسم در یک کشور» بسط داد.
میهن‌پرستی سوسیالیستی هم در خدمت منافع ملی و هم منافع سوسیالیستی بین‌المللی است. استالین در حالی که میهن‌پرستی سوسیالیستی را برای کل اتحاد جماهیر شوروی گسترش می‌داد، احساسات ناسیونالیستی را در پانزده جمهوری اتحاد جماهیر شوروی سرکوب کرد. با این حال، به گفته برخی از دانشگاهیان، میهن‌پرستی شوروی در عمل دارای رنگ و بوی ناسیونالیستی روسی بود.

### چین
حزب کمونیست چین و دولت چین از میهن‌پرستی سوسیالیستی حمایت می‌کنند. حزب کمونیست چین سیاست میهن‌پرستی سوسیالیستی را اینگونه توصیف می‌کند.
میهن‌پرستی سوسیالیستی دارای سه سطح است:
- سطح اول: افراد باید منافع شخصی خود را تابع منافع دولت قرار دهند.
- سطح دوم: افراد باید سرنوشت شخصی خود را تابع سرنوشت نظام سوسیالیستی قرار دهند.
- سطح سوم: افراد باید آینده شخصی خود را تابع آینده آرمان کمونیستی قرار دهند.[۱۱]

جمهوری خلق چین دولت کمونیستی را تجسم اراده مردم چین نشان می‌دهد.
مائو تسه تونگ از یک ملت چین صحبت کرد اما تصریح کرد که چینی‌ها ملتی مدنی متشکل از گروه‌های قومی متعدد هستند و به صراحت قوم‌گرایی هان را محکوم کرد و مائو آن را شوونیسم هان خواند و مدعی شد در چین رواج یافته‌است. قانون اساسی چین بیان می‌کند که چین یک جامعه چند قومیتی است و دولت با شوونیسم ملی مخالف است و به ویژه شوونیسم هان را مشخص کرده‌است.

### آلمان شرقی
حزب اتحاد سوسیالیست آلمان رسماً میهن‌پرستی سوسیالیستی را در اساسنامه حزب خود داشت. حزب اتحاد سوسیالیستی آلمان این موضوع را با تأکید بر «آگاهی ملی سوسیالیستی» شامل عشق به جمهوری دموکراتیک آلمان و غرور به دستاوردهای سوسیالیسم گسترش داد. با این حال جمهوری دموکراتیک آلمان ادعا کرد که میهن‌پرستی سوسیالیستی با انترناسیونالیسم پرولتری سازگار است و اظهار داشت که نباید با ناسیونالیسم که با شوونیسم و بیگانه‌هراسی مرتبط است اشتباه گرفته شود.

### اتیوپی
درگ و جمهوری دموکراتیک خلق اتیوپی تحت رهبری منگیستو هایله ماریام از میهن‌پرستی سوسیالیستی حمایت می‌کردند. درگ اعلام کرد که «میهن‌پرستی سوسیالیستی» به‌معنای عشق واقعی به وطن و آزادی از هر گونه شوونیسم و نژادپرستی علمی است.

### کره شمالی
کیم ایل سونگ میهن‌پرستی سوسیالیستی را ترویج می‌کرد در حالی که ناسیونالیسم را محکوم و ادعا می‌کرد که روابط برادرانه بین مردم را به دلیل انحصارطلبی از بین می‌برد. در کره شمالی، میهن‌پرستی سوسیالیستی به‌عنوان یک ایدئولوژی برای خدمت به خلق کشور، وفادار بودن به طبقه کارگر و وفاداری به حزب کمونیست توصیف شده‌است.

### ویتنام
حزب کمونیست ویتنام و دولت ویتنام از «میهن‌پرستی سوسیالیستی» مردم ویتنام حمایت می‌کنند. هو شی مین رهبر کمونیست ویتنام بر نقش میهن‌پرستی سوسیالیستی در کمونیسم ویتنامی تأکید کرد و بر اهمیت میهن‌پرستی اسرار کرد و گفت:
«در آغاز این میهن‌پرستی بود و نه کمونیسم که مرا وادار کرد به لنین و انترناسیونال سوم ایمان بیاورم.»
پس از فروپاشی حزب کمونیست هندوچین در سال ۱۹۴۱، جنبش کمونیست ویتنام از دهه ۱۹۴۰ سیاست‌های انترناسیونالیسم پرولتری و میهن‌پرستی ویتنامی را با هم ادغام کرد. هو شی مین، رهبر حزب کمونیست ویتنام مسئول ادغام میهن‌پرستی ویتنامی در حزب بود. او در خانواده‌ای با دیدگاه‌های سیاسی نیرومند، پایدار و ضداستعماری نسبت به حاکمیت فرانسه در ویتنام متولد شده بود. گنجاندن پاتریوتیسم ویتنامی در دستور کار حزب کمونیست با مبارزه طولانی مدت ویتنامی‌ها علیه حکومت استعماری فرانسه همخوانی داشت. اگرچه هو با استعمار فرانسه در ویتنام مخالف بود اما از کل فرانسه بیزاری نداشت و مدعی بود که حکومت استعماری فرانسه «بی رحمانه و غیرانسانی» است اما مردم فرانسه در داخل کشور مردم خوبی هستند. او در جوانی در فرانسه تحصیل کرده بود و در آنجا به مارکسیسم–لنینیسم پیوست و شخصاً شعار انقلاب فرانسه «آزادی، برابری، برادری» را تحسین می‌کرد. او شاهد معاهده ورسای بود که اصول چهارده‌گانه وودرو ویلسون را که از خودمختاری ملی حمایت می‌کرد را به کار می‌برد و منجر به پایان حکومت امپراتوری بر بسیاری از مردم اروپا شد. او از مفهوم ویلسونی تعیین سرنوشت ملی الهام گرفت.

### یوگسلاوی
جمهوری سوسیالیستی فدرال یوگسلاوی میهن‌پرستی سوسیالیستی را پذیرفت و مفهوم «برادری و اتحاد» را گسترش داد که در آن ملل یوگسلاوی بر تفاوت‌های فرهنگی و زبانی خود از طریق ترویج روابط برادرانه بین ملت‌ها غلبه می‌کردند.

### کوبا
اصل و اساسی از میهن‌پرستی سوسیالیستی همراه با ناسیونالیسم چپ در درون حزب کمونیست کوبا در کوبا وجود دارد.